# Показатели надёжности
Показатели надёжности количественно характеризуют, в какой степени данному объекту присущи определенные свойства, обуславливающие надёжность.
Показатели надёжности (например, технический ресурс, срок службы) могут иметь размерность, ряд других (например, вероятность безотказной работы, коэффициент готовности), являются безразмерными.
Количественной характеристикой только одного свойства надёжности служит единичный показатель.
Количественной характеристикой нескольких свойств надёжности служит комплексный показатель.

## Единичные показатели надёжности

### Показателибезотказности
- вероятность безотказной работы P(t);
- средняя наработка до отказа Тср;
- средняя наработка на отказ То;
- гамма-процентная наработка до отказа Тγ;
- интенсивность отказов λ(t);
- параметр потока отказов ω(t);
- средняя доля безотказной наработки I(t);
- плотность распределения времени безотказной работы f(t);

### Показателидолговечности
- средний ресурс;
- гамма-процентный ресурс;
- назначенный ресурс;
- средний срок службы;
- гамма-процентный срок службы;
- назначенный срок службы.

### Показателиремонтопригодности
- вероятность восстановления работоспособного состояния
- среднее время восстановления работоспособного состояния
- интенсивность восстановления

### Показателисохраняемости
- средний срок сохраняемости;
- гамма-процентный срок сохраняемости.

## Комплексные показатели надёжности
- коэффициент готовности (Кг) — вероятность того, что объект окажется в работоспособном состоянии в произвольный момент времени, кроме планируемых периодов, в течение которых применение объекта по назначению не предусматривается.
- коэффициент оперативной готовности (Kог)
- коэффициент технического использования (Кти) — отношение математического ожидания интервалов времени, пребывания объекта в работоспособном состоянии за некоторый период эксплуатации к сумме математических ожиданий интервалов времени пребывания объекта в работоспособном состоянии, простоев, обусловленных техническим обслуживанием (ТО), и ремонтов за тот же период эксплуатации.
- коэффициент планируемого применения (Кп) — доля периода эксплуатации, в течение которой объект не должен находиться в плановом ТО или ремонте.
- коэффициент сохранения эффективности (Кэф)